# Kisigmánd
Kisigmánd là một thị trấn thuộc hạt Komárom-Esztergom, Hungary. Thị trấn này có diện tích 13,14 km², dân số năm 2010 là 514 người, mật độ 39 người/km².